# فاطمة الجبلي الوزاني
فاطمة الجبلي الوزاني (بالهولندية: Fatima Jebli Ouazzani)‏ (مواليد 1959) هي مخرجة أفلام هولندية مغربية.

## حياتها
وُلدت الوزاني في مكناس عام 1959، انتقلت إلى هولندا مع عائلتها في عام 1970. غادرت منزلها في الثامنة عشرة، ودرست علم النفس لفترة وجيزة قبل التسجيل في مدرسة السينما الهولندية في أمستردام، حيث تخرجت بدرجة علمية في الإخراج وكتابة النصوص. في عام 1992. 
في فيلم «بيت أبي» (1997) كان فيلمًا وثائقيًا طويلًا يتناول صراعات الوزاني مع التوقعات الجنسانية الذكورية لعائلتها المغربية. ظهر الفيلم لأول مرة في مهرجان سان فرانسيسكو السينمائي عام 1998، حيث فاز بجائزة جولدن سباير. تمكنت من الفوز بالجائزة الأولى في المهرجان الوطني المغربي للسينما لعام 1998، وفازت أيضاً بالعجل الذهبي لأفضل فيلم وثائقي طويل في مهرجان هولندا السينمائي وجائزة إيريس لأفضل فيلم وثائقي أوروبي.

## من أعمالها
- في بيت أبي (فيلم مغربي)

## روابط خارجية
- فاطمة الجبلي الوزاني على موقع IMDb (الإنجليزية)
- فاطمة الجبلي الوزاني على موقع ألو سيني (الفرنسية)
- فاطمة الجبلي الوزاني على موقع قاعدة بيانات الفيلم (الإنجليزية)